# Emmericher Eyland
Emmericher Eyland is een Ortsteil van de gemeente Kalkar in de Nederrijnregio in Noordrijn-Westfalen. Het gehucht heeft ongeveer tachtig inwoners en hoort met de aangrenzende buurtschappen Bylerward en Wisselward tot de dunst bevolkte delen van de gemeente.

## Geografie
Emmericher Eyland ligt op de zuidelijke oever van de Rijn op ongeveer vier kilometer van Emmerik en tien kilometer van Kleef. Buurdorpen zijn Huisberden, Warbeyen, Grieth en Wissel. Westelijk van het plaatsje stroomt het riviertje de Kalflack dat tegenover Emmerik uitmondt in de Rijn. De agrarische buurtschap behoorde tot de gemeentelijke herindeling van 1 juli 1969 als zelfstandige gemeente tot het Amt Griethausen.
| Plaatsen in de omgeving | Plaatsen in de omgeving | Plaatsen in de omgeving | Plaatsen in de omgeving | Plaatsen in de omgeving |
| ----------------------- | ----------------------- | ----------------------- | ----------------------- | ----------------------- |
| Griethausen             |                         | Emmerik                 |                         | Dornick                 |
|                         |                         |                         |                         |                         |
| Warbeyen                | Grieth                  |                         |                         |                         |
|                         |                         |                         |                         |                         |
| Huisberden              |                         | Till-Moyland            |                         | Wissel                  |

## Landschap
Het gebied bestaat grotendeels uit weilanden en akkers (melkvee, pluimvee, bieten, koolzaad, graan en maïs). De meeste oude boerderijen in de omgeving, waaronder enkele negentiende-eeuwse boerenhuizen in de stijl van de neogotiek, zijn op terpen gebouwd omdat dit gebied voor de verhoging van de Rijndijk overloopgebied van de Rijn was. Het centrum bleef echter van overstroming gespaard doordat het iets hoger ligt dan de rest. Hieruit verklaart zich de naam 'eiland'.
In een open landschap staan een klein aantal boerderijen, woonhuizen en bedrijfsgebouwen. Het schilderachtige landschap dient in het voorjaar en de zomer vaak als decor voor ritten van wielrenners, motorrijders en oldtimers. Door zandwinning in de jaren 1970 en 2000 zijn twee zandgaten ontstaan.
Aan de Emmericher Straße staat een kapelletje als gedenkteken bij vier graven van jonge soldaten die in de laatste dagen van de Tweede Wereldoorlog in de omgeving door verdrinking om het leven gekomen waren. In het centrum van de dunbebouwde kom bevindt zich een voormalige melkfabriek, later boerenbond (Warengenossenschaft). Het een-klas-schooltje is in gebruik geweest als buurthuis, stemlokaal, ruimte voor jachtblazers en hondentraining. De vrijwillige brandweer had er zijn vergaderruimte, maar verhuisde deze in 2022 naar een nieuwe brandweergarage in Huisberden. 
De bevolking is overwegend katholiek. Sommige landelijke noaberschap-tradities worden nog in ere gehouden zoals het plaatsen van een meiboom. 
Rond de eeuwwisseling bestonden er plannen bij de overheid om het poldergebied van Emmericher Eyland en Bylerward tot overloopgebied van de Rijn te bestemmen. Hierop kwam protest van de bevolking, merendeels grote agrarische bedrijven die tientallen jaren hadden meebetaald aan de kosten van de dijkverzwaring. Ook een plan voor aanleg van een zweefvliegveld ondervond tegenstand en werd gestopt.

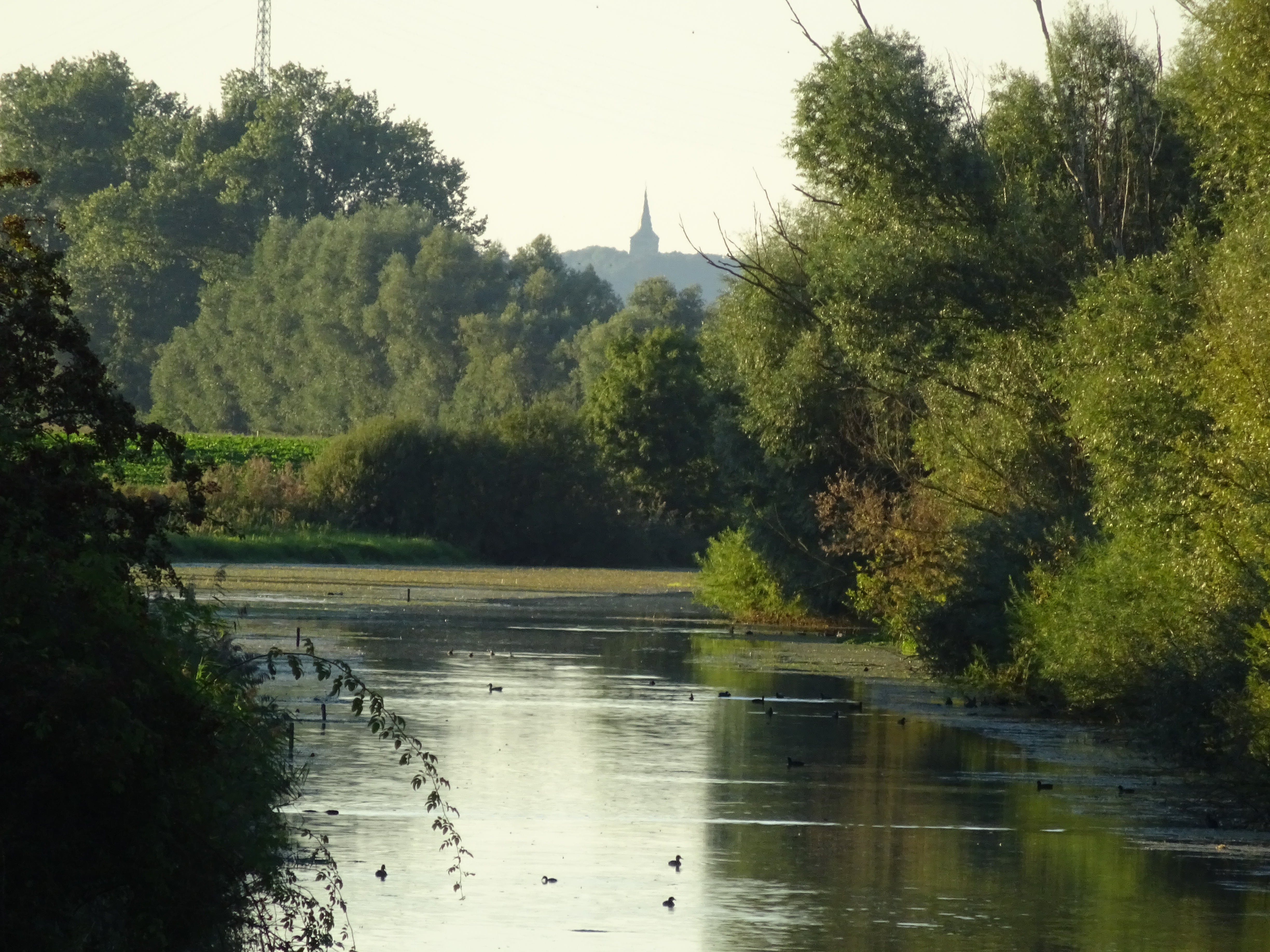
De Kalflack gezien vanaf brug Kalflakstr.
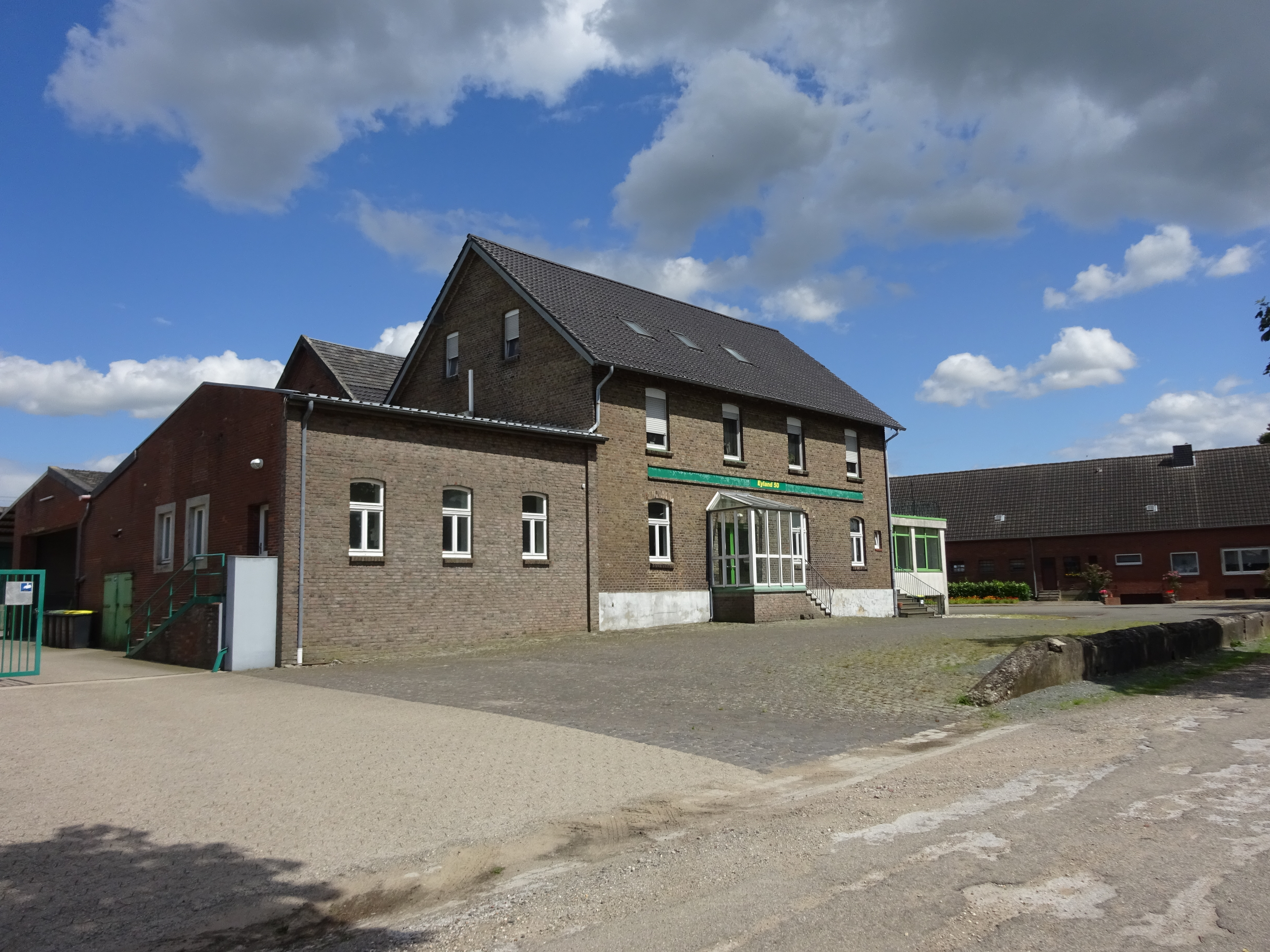
Gebouw van de voormalige Warengenossenschaft
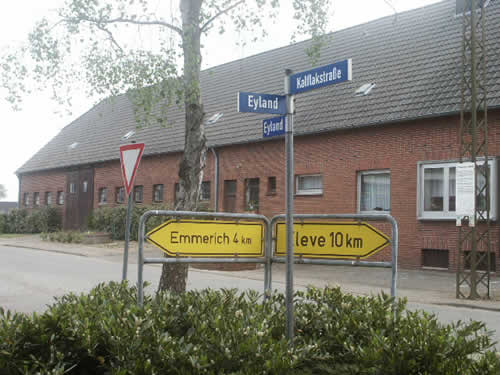
Wegwijzers naar Kleve en Emmerich
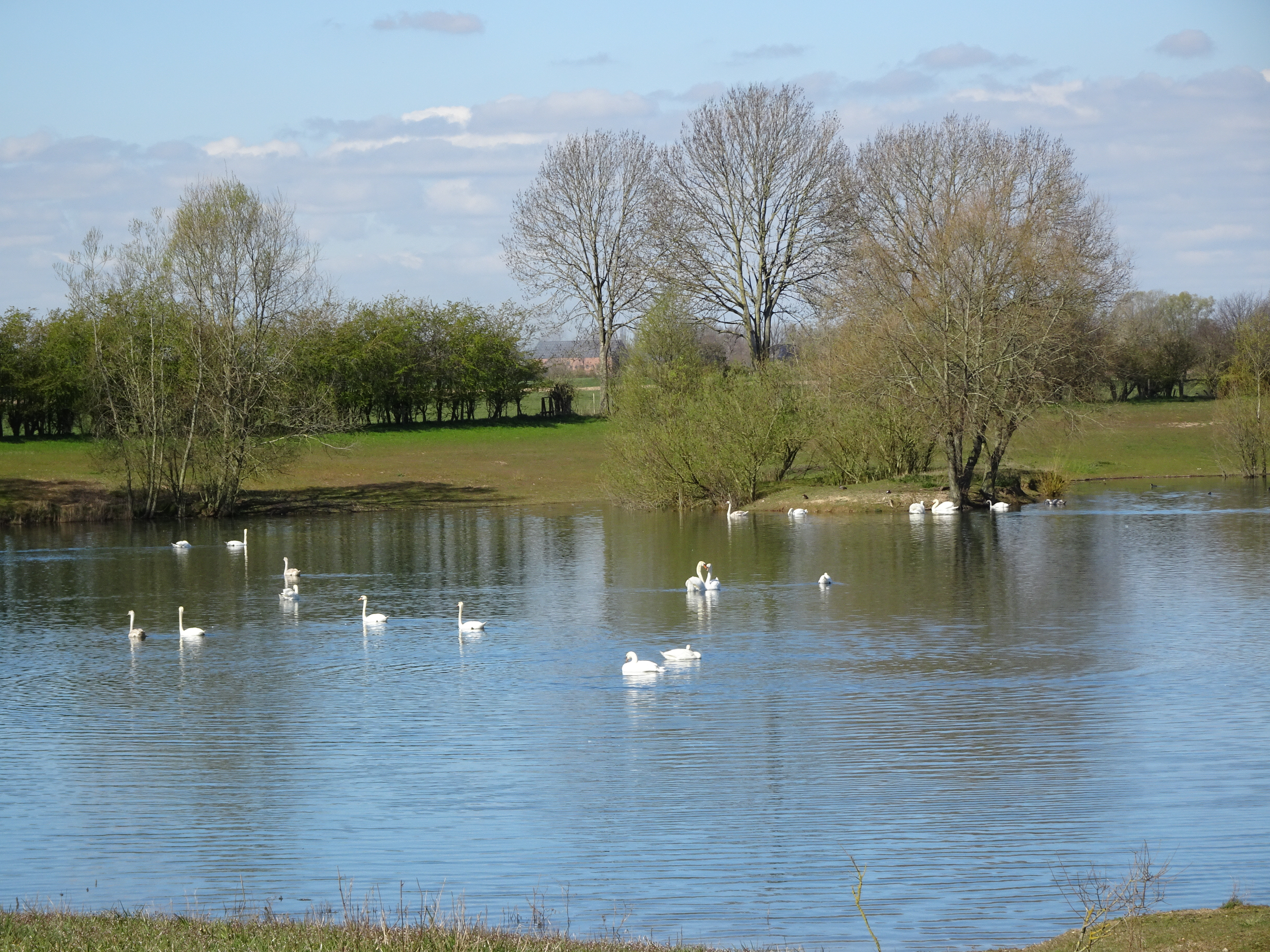
'Großer Teich' visvijver en natuurgebied